# Wielki Ziegfeld
Wielki Ziegfeld (ang. The Great Ziegfeld, 1936) – amerykański musical opowiadający o życiu legendarnego producenta z Broadwayu Florenza Ziegfelda ze wstawkami z jego rewii. 
Film został wyreżyserowany przez Roberta Z. Leonarda i nagrodzony Oscarami w trzech kategoriach: dla najlepszego filmu, najlepszej aktorki pierwszoplanowej (Luise Rainer) i najlepszej choreografii (Seymour Felix).
W Polsce (m.in. w TVP) film był wyświetlany pod tytułem Król kobiet.

## Obsada
- William Powell jako Florenz Ziegfeld Jr.
- Myrna Loy jako Billie Burke
- Luise Rainer jako Anna Held
- Frank Morgan jako Jack Billings
- Fanny Brice jako ona sama
- Virginia Bruce jako Audrey Dane
- Nat Pendleton jako Eugen Sandow
- Herman Bing jako Schultz
- Ray Bolger jako on sam
- Ernest Cossart jako Sidney
- Harriet Hoctor jako ona sama
- Reginald Owen jako Sampston

i inni